# Tristan-Samuel Weissborn
Tristan-Samuel Weissborn (ur. 24 października 1991 w Wiedniu) – austriacki tenisista.

## Kariera tenisowa
Zawodowym tenisistą został w 2009 roku. W turnieju cyklu ATP Tour zadebiutował w 2016 roku w Gstaad, gdzie w parze z Sanderem Arendsem dotarli do półfinału, ulegając parze Julio Peralta–Horacio Zeballos 1:6, 6:3, 9–11.
W grze podwójnej Weissborn osiągnął trzy finały w zawodach cyklu ATP Tour.
W rankingu gry pojedynczej najwyżej był na 503. miejscu (22 lipca 2013), a w klasyfikacji gry podwójnej na 50. pozycji (17 lipca 2023).

### Finały w turniejach ATP Tour
| Legenda                                      |
| -------------------------------------------- |
| Wielki Szlem                                 |
| Igrzyska olimpijskie                         |
| Tennis Masters Cup / ATP Finals              |
| ATP Masters Series / ATP Tour Masters 1000   |
| ATP International Series Gold / ATP Tour 500 |
| ATP International Series / ATP Tour 250      |

#### Gra podwójna (0–3)
| Końcowy wynik | Nr | Data            | Turniej     | Nawierzchnia  | Partner         | Przeciwnicy                      | Wynik finału      |
| ------------- | -- | --------------- | ----------- | ------------- | --------------- | -------------------------------- | ----------------- |
| Finalista     | 1. | 6 lutego 2022   | Córdoba     | Ceglana       | Andrej Martin   | Santiago González Andrés Molteni | 5:7, 3:6          |
| Finalista     | 2. | 2 kwietnia 2023 | Monte Carlo | Ceglana       | Romain Arneodo  | Ivan Dodig Austin Krajicek       | 0:6, 6:4, 12–14   |
| Finalista     | 3. | 4 lutego 2024   | Montpellier | Twarda (hala) | Albano Olivetti | Sadio Doumbia Fabien Reboul      | 7:6(5), 4:6, 6–10 |

### Zwycięstwa w turniejach rangi ATP Challenger Tour w grze podwójnej
| Końcowy wynik | Nr  | Data                 | Turniej                    | Nawierzchnia   | Partner              | Przeciwnicy                               | Wynik finału        |
| ------------- | --- | -------------------- | -------------------------- | -------------- | -------------------- | ----------------------------------------- | ------------------- |
| Zwycięzca     | 1.  | 15 listopada 2015    | Urtijëi                    | Twarda (hala)  | Maximilian Neuchrist | Nikola Mektić Antonio Šančić              | 7:6(7), 6:3         |
| Zwycięzca     | 2.  | 1 maja 2016          | Ostrawa                    | Ceglana        | Sander Arends        | Lukáš Dlouhý Hans Podlipnik-Castillo      | 7:6(8),6:7(4), 10–5 |
| Zwycięzca     | 3.  | 15 maja 2016         | Heilbronn                  | Ceglana        | Sander Arends        | Nikola Mektić Antonio Šančić              | 6:3, 6:4            |
| Zwycięzca     | 4.  | 12 lutego 2017       | Budapeszt                  | Twarda (hala)  | Dino Marcan          | Blaž Kavčič Franko Škugor                 | 6:3, 3:6, 16–14     |
| Zwycięzca     | 5.  | 30 kwietnia 2017     | Anning                     | Ceglana        | Dino Marcan          | Steven de Waard Blaž Kavčič               | 5:7, 6:3, 10–7      |
| Zwycięzca     | 6.  | 29 lipca 2017        | Praga                      | Ceglana        | Jan Šátral           | Gero Kretschmer Andreas Mies              | 3:6, 7:5 10–3       |
| Zwycięzca     | 7.  | 21 stycznia 2018     | Koblencja                  | Twarda (hala)  | Romain Arneodo       | Sander Arends Antonio Šančić              | 6:7(4), 7:5, 10–6   |
| Zwycięzca     | 8.  | 17 lutego 2018       | Cherbourg-Octeville        | Twarda (hala)  | Romain Arneodo       | Antonio Šančić Ken Skupski                | 6:3, 1:6, 10–4      |
| Zwycięzca     | 9.  | 31 marca 2018        | Saint-Brieuc               | Twarda (hala)  | Sander Arends        | Luke Bambridge Joe Salisbury              | 4:6, 6:1, 10–7      |
| Zwycięzca     | 10. | 27 stycznia 2019     | Rennes                     | Twarda (hala)  | Sander Arends        | David Pel Antonio Šančić                  | 6:4, 6:4            |
| Zwycięzca     | 11. | 27 kwietnia 2019     | Nanchang                   | Ceglana (hala) | Sander Arends        | Alex Bolt Akira Santillan                 | 6:2, 6:4            |
| Zwycięzca     | 12. | 26 stycznia 2020     | Rennes                     | Twarda (hala)  | Antonio Šančić       | Tejmuraz Gabaszwili Lukáš Lacko           | 7:5, 6:7(5), 10–7   |
| Zwycięzca     | 13. | 10 października 2020 | Barcelona                  | Ceglana        | Szymon Walków        | Harri Heliövaara Alex Lawson              | 6:1, 4:6, 10–8      |
| Zwycięzca     | 14. | 23 października 2021 | Lošinj                     | Ceglana        | Andrej Martin        | Victor Vlad Cornea Ergi Kırkın            | 6:1, 7:6(5)         |
| Zwycięzca     | 15. | 13 listopada 2021    | Urtijëi                    | Twarda (hala)  | Antonio Šančić       | Alexander Erler Lucas Miedler             | 7:6(8), 4:6, 10–8   |
| Zwycięzca     | 16. | 20 listopada 2021    | Pau                        | Twarda (hala)  | Romain Arneodo       | Aisam-ul-Haq Qureshi David Vega Hernández | 6:4, 6:2            |
| Zwycięzca     | 17. | 4 grudnia 2021       | Forlì                      | Twarda (hala)  | Antonio Šančić       | Lukáš Rosol Witalij Saczko                | 7:6(4), 4:6, 10–7   |
| Zwycięzca     | 18. | 22 października 2022 | Wilno                      | Twarda (hala)  | Romain Arneodo       | Dan Added Théo Arribagé                   | 6:4, 5:7, 10–5      |
| Zwycięzca     | 19. | 29 stycznia 2023     | Ottignies-Louvain-la-Neuve | Twarda (hala)  | Romain Arneodo       | Roman Jebavý Adam Pavlásek                | 6:4, 6:3            |
| Zwycięzca     | 20. | 13 maja 2023         | Mauthausen                 | Ceglana        | Romain Arneodo       | Constantin Frantzen Hendrik Jebens        | 6:4, 6:2            |